# Mieczysław Trajdos
Mieczysław Trajdos ps. „Marek” (ur. 11 grudnia 1887 w Piotrkowie Trybunalskim,  zm. 7 lipca 1942 w Poznaniu) – adwokat, doktor prawa, działacz Narodowej Demokracji, publicysta. Bliski współpracownik Romana Dmowskiego. Podczas II wojny światowej inicjator powstania Narodowej Organizacji Wojskowej.

## Życiorys

### Młodość i edukacja
Był wychowankiem I Liceum Ogólnokształcącego im. Bolesława Chrobrego w Piotrkowie Trybunalskim, jednak go nie ukończył. W 1905 roku brał udział w strajku szkolnym przeciwko rusyfikacji. Został za to relegowany ze szkoły i zmuszony do wyjazdu z zaboru rosyjskiego. W Krakowie, w gimnazjum im. św. Jacka uzyskał maturę w 1908 roku. Następnie studiował na Wydziale Prawa Uniwersytetu Jagiellońskiego do wybuchu I wojny światowej. Studia ukończył po wojnie w 1919 roku, a w kwietniu 1922 roku uzyskał doktorat na Wydziale Prawa i Administracji na Uniwersytecie Warszawskim.

### Zaangażowanie polityczne
W działalność polityczną zaangażowany od najmłodszych lat, jeszcze w gimnazjum w Piotrkowie. Członek kolejno: Ligi Narodowej, „Zetu”, Związku Ludowo-Narodowego, Stronnictwa Narodowego, w którym od 1935 był członkiem Komitetu Głównego. W 1937 i 1939 wybrany na wiceprezesa SN. Należał do ścisłej czołówki tajnych struktur endecji, będąc kolejno członkiem tzw. „siódemki” i następnie „dziewiątki”. Był także redaktorem naczelnym: „Gazety Warszawskiej” i „Gazety Warszawskiej Porannej”.

### Wybuch II wojny światowej
Po powołaniu do Wojska Polskiego Tadeusza Bieleckiego w 1939, po wybuchu II wojny światowej Trajdos był p.o. prezesa zarządu głównego Stronnictwa Narodowego. Podczas okupacji reaktywował struktury Stronnictwa w konspiracji oraz doprowadził do powstania Narodowej Organizacji Wojskowej. Wszedł też do Politycznego Komitetu Porozumiewawczego, reprezentując SN w organizacjach politycznych Polskiego Państwa Podziemnego.

### Aresztowanie w Warszawie i śmierć przez ścięcie toporem
Aresztowany przez Niemców w Warszawie 17 maja 1941 roku w mieszkaniu przy ulicy Wspólnej 32, następnie został przewieziony do Poznania. Był więziony w Cytadeli Poznańskiej. W lipcu 1942 został zamordowany przez ścięcie toporem. Miejsca pochówku Trajdosa nie udało się ustalić.
Istnieje wersja, że Trajdos został wywieziony z Warszawy, a Poznań był jedynie przystankiem w podróży do Berlina, w którym zaproponowano mu utworzenie kolaboracyjnego rządu na bazie struktur Stronnictwa Narodowego. Po zdecydowanej odmowie wywieziono Trajdosa z Berlina do Poznania, gdzie miałby zostać ścięty. Inne przekazy mówią również o „nocy Nerona” w poznańskim ZOO.  Miała to być ceremonia mordowania działaczy wielkopolskiej organizacji patriotycznej „Ojczyzna” (wśród których miał znajdować się także przywieziony z Berlina Trajdos) przez wrzucanie bezbronnych ofiar do klatek z dużymi drapieżnikami lądowymi.

## Życie prywatne

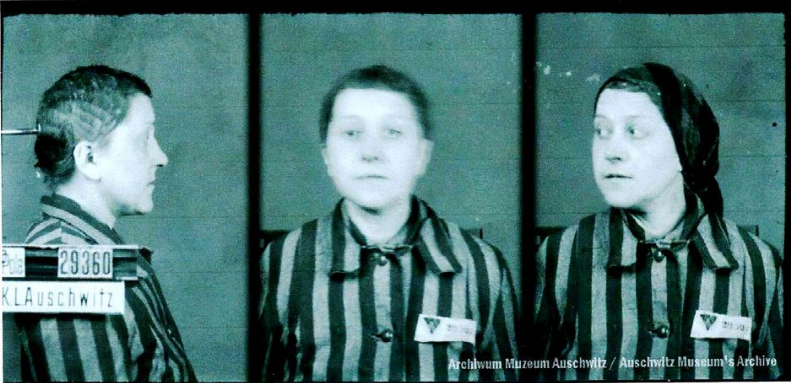
Aleksandra Trajdos, Auschwitz, 1943 rok

Miał siostrę Aleksandrę (ur. w 1901 roku w Piotrkowie Trybunalskim), która zginęła w Auschwitz 11 kwietnia 1943 roku. Druga siostra, Anna, wyszła za lekarza psychiatrę, Karola Szymańskiego, który padł ofiarą zbrodni katyńskiej. Ich syn, Maciej, powstaniec warszawski (NSZ), osiadł po wojnie w Kanadzie, potem opisał sprawę i losy wuja oraz ciotki. Trzecia siostra, Zenobia, wyszła za prawnika, Wiktora Tadeusza Natansona. Ich synem był Wiktor, powstaniec warszawski (NSZ).

## Upamiętnienie
Imieniem Mieczysława Trajdosa nazwano rondo u zbiegu ulic Karolinowskiej i Rolniczej w Piotrkowie Trybunalskim.
Uchwałę w tej sprawie piotrkowska Rada Miasta przyjęła 1 marca 2012 roku